# Nagelsberg (Künzelsau)
Nagelsberg ist ein Ortsteil der Stadt Künzelsau im Hohenlohekreis im nordöstlichen Baden-Württemberg mit rund 500 Einwohnern.

## Lage
Der Dorfkern Nagelsbergs liegt etwa anderthalb Kilometer nordwestlich der Stadtmitte fast am Westrand der Stadtgemarkung von Künzelsau, dort wo der untere Deubach in seinem Tal von Norden her dem hier westnordwestlich fließenden Kocher zuläuft. Das Dorf legt sich am recht flachen mittleren Hang in schmalem Streifen um den aufwärtigen Mündungssporn, über einem kleinen Wäldchen am unteren Steilhang, zu dessen Füßen, von der Künzelsauer Kernstadt kocheraufwärts kommend, die Bundesstraße 19 ins Seitental hinaufzieht. Zuunterst an der Spornspitze steht das ehemalige Schloss. Ihm gegenüber finden sich jenseits des Deubachs Reste der Ruine Zarge auf dem unteren Hang des abwärtigen Mündungssporns Zargenberg.
Ein neueres Viertel schließt sich kocheraufwärts auf dem genannten flachen Geländepodest an. Eine Zubringerstraße folgt auf ihm rechts dem Lauf der B 19, in die sie in beiden Tälern einmündet.

## Geschichte

### Frühgeschichte

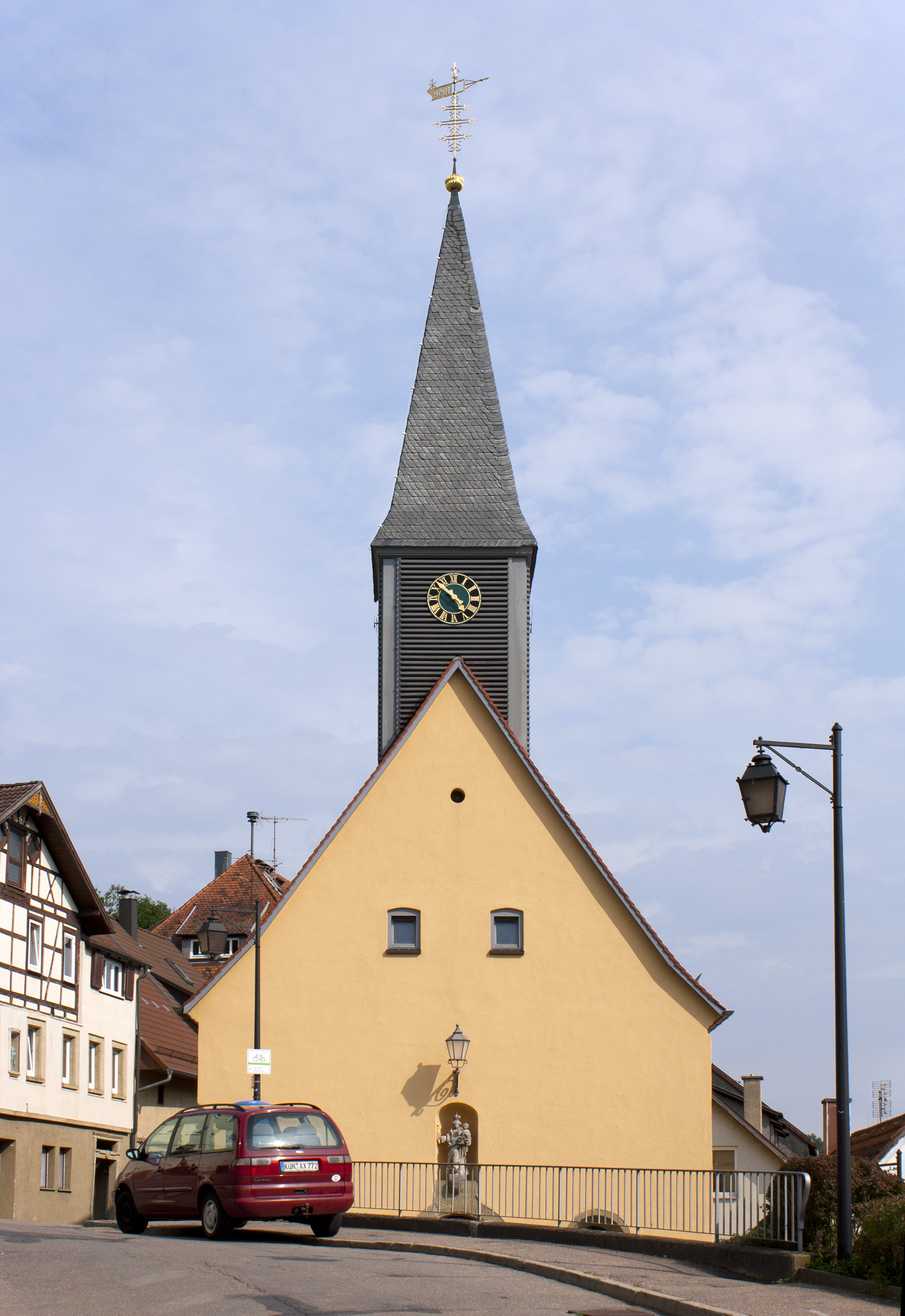
Katholische Kirche

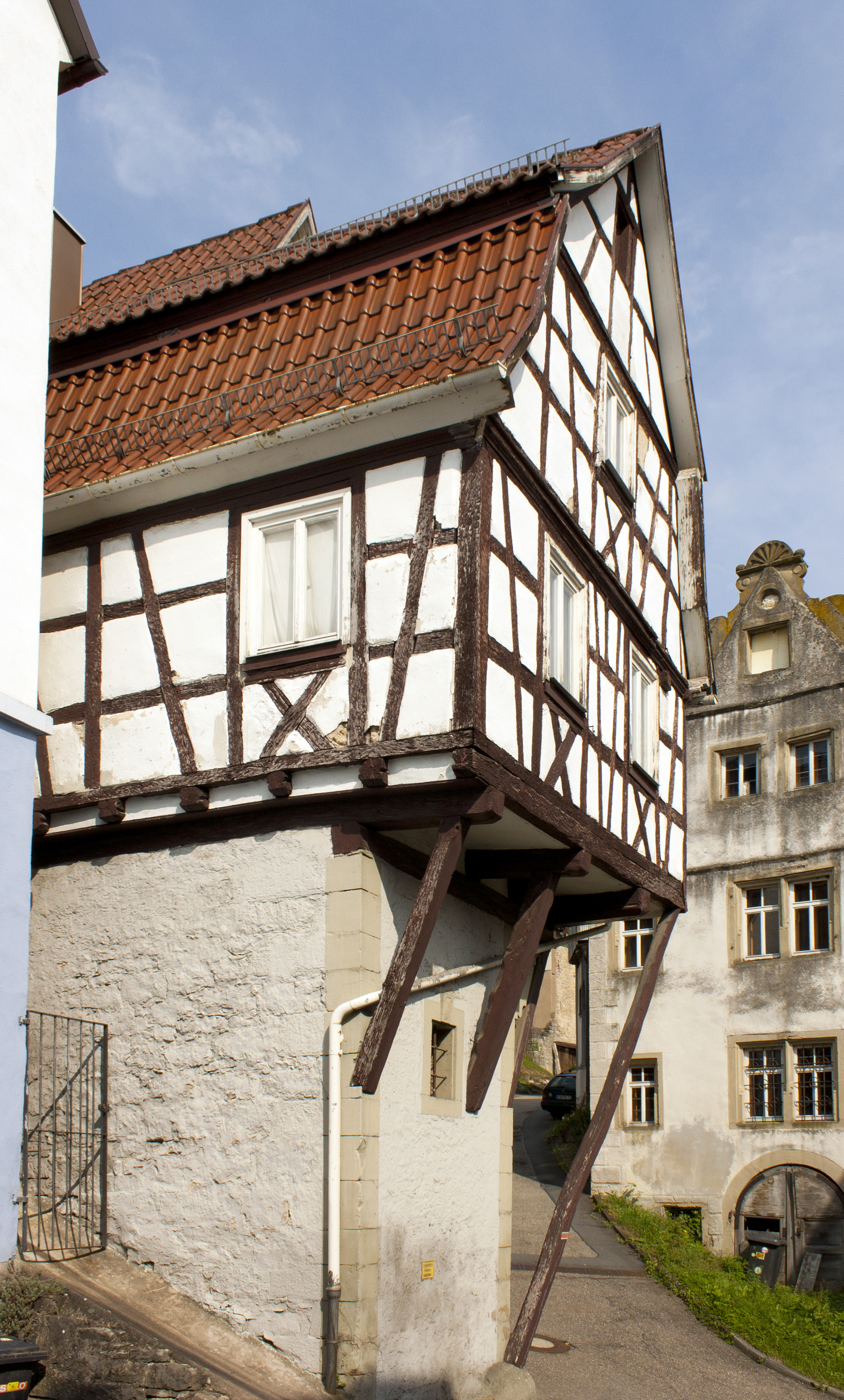
Das Mainzerhaus

Aus Bodenfunden kann auf eine Besiedelung der Gegend in der Bronzezeit und späteren Hallstattzeit geschlossen werden. Auf dem Gelände des heutigen Industriegebiets Kocherwiesen wurden 1937 bei Ausschachtungsarbeiten eine Feuerstelle, Scherben und Teile eines Schmelztiegels gefunden, die in die Hallstattzeit (900–500 v. Chr.) datiert werden. Um das Jahr 400 v. Chr. drangen Kelten in das Kochertal vor, von deren Landnahme die Fluss- und Bachnamen, wie Kocher, Jagst, Tauber und Deubach zeugen. Danach siedelten hier Römer im Vorland des Obergermanisch-Raetischen Limes und um 260 n. Chr. die Alemannen. Gräberfunde geben Anhaltspunkte auf alemannische Wohnplätze.

### Mittelalter
Der Name Nagelsberg kommt vielleicht vom althochdeutschen Familiennamen Nagil (Nagels). Wahrscheinlicher ist jedoch die Herleitung vom Namen eines Gründers Agil oder Agiolf oder vom germanischen Aggo. 1096 wurde Nagelsberg zum ersten Mal urkundlich genannt, als eine Mechthild ihre gesamten Besitzungen, darunter Nagelsberg, der Comburg schenkte. 1230 wurde Nagelsberg in einer Urkunde als Besitzung der Grafen Gottfried und Cunrad von Hohenlohe genannt. 1324 und in der Folgezeit stritten die Grafen von Hohenlohe mit Comburg um den Besitz des Schlosses Nagelsberg. Der Anteil der Edlen von Rosenberg an Burg und Dorf Nagelsberg kam 1361 an das Erzstift Mainz und man beschloss den Burgfrieden zu Nagelsberg. Als 1492 Kraft von Hohenlohe seine Anteile im Dorf Nagelsberg gegen die kurmainzischen Anteile zu Neufels an Mainz abtrat, wurde Nagelsberg mainzisch.
Siehe auch Burg Nagelsberg.

### Neuzeit
1516 wurde die Kapelle erbaut. Vor der Reformation war Nagelsberg nach Künzelsau eingepfarrt, 1607 wurde eine Kirche erbaut. 1626 erhielt Nagelsberg mit Andreas Otto einen ersten Pfarrer und im Jahr darauf eine Schule. Ebenso begannen in diesem Jahr die Kirchenbücher. Im Dreißigjährigen Krieg wurde Nagelsberg 1632 von Schweden besetzt. 1634 kam der Ort nach der Schlacht bei Nördlingen wieder an Mainz.
1802 wurde Nagelsberg dem Fürsten Friedrich Ludwig von Hohenlohe-Ingelfingen zugeteilt, der dann 1803 das Schloss zu Nagelsberg an jüdische Familien verkaufte. Bis 1907 bestand im Ort eine jüdische Gemeinde, deren Ursprünge bis ins 16. Jahrhundert zurückreichen. Zu jener Zeit existierte dort auch eine Mikweh, ein jüdisches Ritualbad, das hier „direkt an einen Felsen gebaut wurde, aus dessen Innerem das Quellwasser hervorsprudelte.“ 1806 kam der Ort unter die Staatshoheit des Königreichs Württemberg, das es 1809 dem württembergischen Oberamt Ingelfingen zuteilte. Die Eingemeindung in die Stadt Künzelsau erfolgte 1937. 1971 wurde eine neue Kirche und 1974 das Ganerben-Gymnasium im Gewann Löcher erbaut.

## Sehenswertes
- Kirche aus dem Jahre 1607. Am 18. Juli 1672 wurde der Hauptaltar errichtet und der Friedhof eingeweiht. 1686 erweiterte man die Kirche und 1821 richtete man das Glockentürmchen auf.
- Die Zarge ist eine Burgruine am westlichen Gegenhang des Deubachtals bei dessen Eintritt ins Kochertal.
- Im Dorfkern stehen erhaltene und original renovierte Fachwerkhäuser.